# Les Sekely
Pour l’article homonyme, voir Steve Sekely.
Les Sekely est un acteur, réalisateur, scénariste, compositeur, producteur et monteur américain né un 2 octobre à Cleveland, Ohio (États-Unis).

## Filmographie

### Acteur
- 1990 : Yes, This Is Comedy! (série télévisée) : Various Characters
- 1990 : America's Funniest People (série télévisée) : Various characters
- 1992 : Night of the Living Date : Lou
- 1998 : Sorority House Vampires : John
- 1998 : Amazon Warrior : Blind Guy
- 1998 : Vampire Time Travelers : Man Who Never Calls Back
- 1999 : Merchants of Death : Lester The Harlequin / Mr. Paxon
- 2000 : Vampire Night : The Homeless Man
- 2000 : Bloodstream : Stanly
- 2001 : The Not-So-Grim Reaper (vidéo) : The Reaper
- 2001 : Chain of Souls (vidéo) : Theater Proprietor
- 2003 : Monstersdotcom (vidéo)

### Réalisateur
- 1990 : Yes, This Is Comedy! (série télévisée)
- 1992 : Night of the Living Date
- 1993 : Hilarity Highway (série télévisée)
- 1998 : Vampire Time Travelers
- 2001 : The Not-So-Grim Reaper (vidéo)
- 2002 : The Alien Conspiracy: Grey Skies (vidéo)

### Scénariste
- 1990 : Yes, This Is Comedy! (série télévisée)
- 1992 : Night of the Living Date
- 1998 : Vampire Time Travelers
- 2001 : The Not-So-Grim Reaper (vidéo)
- 2002 : The Alien Conspiracy: Grey Skies (vidéo)

### Compositeur
- 1990 : Yes, This Is Comedy! (série télévisée)
- 1992 : Night of the Living Date
- 1998 : Vampire Time Travelers
- 2001 : The Not-So-Grim Reaper (vidéo)

### Producteur
- 1990 : Yes, This Is Comedy! (série télévisée)
- 1990 : America's Funniest People (série télévisée)
- 1992 : Night of the Living Date
- 1998 : Amazon Warrior
- 1999 : Merchants of Death

### Monteur
- 1990 : Yes, This Is Comedy! (série télévisée)
- 1992 : Night of the Living Date
- 1998 : Vampire Time Travelers
- 2001 : The Not-So-Grim Reaper (vidéo)